# 大俵胤清
大俵 胤清（おおたわら たねきよ）は、室町時代後期から戦国時代にかけての武将。那須氏（上那須家）の家臣。下野国水口城主。
永正11年(1514年)、上那須家・当主那須資親の後継者争いでは、大関氏や金丸氏らと共に資親の実子・山田資久を擁立、伊王野氏ら上那須氏の家臣の大部分を味方につけたが資久は資親の養子・那須資永に殺害される。
資永が那須資房や大田原資清らに居城を攻められ自害すると、胤清らは下那須家より那須政資（那須資房の子）を当主として迎え、結果的に那須氏を統一させた。
ただ、『寛政重修諸家譜』に拠ると胤清が没したのが永正11年（1514年）2月3日、那須資永の自害を同年の6月7日としており、上那須氏の紛争に決着が着いた時期には既に没していたとも考えられる。